# Every Time You Say Goodbye
Every Time You Say Goodbye è un album in studio di Alison Krauss & Union Station, pubblicato nel 1992.

## Tracce
1. Every Time You Say Goodbye (John Pennell) – 3:13
2. Another Night (Hobo Jack Adkins) – 2:56
3. Last Love Letter (Sidney Cox) – 3:04
4. Cluck Old Hen (trad.) – 2:30
5. Who Can Blame You (Ron Block) – 3:17
6. It Won't Work This Time (Aubrey Holt) – 2:59
7. Heartstrings (Marshall Wilborn) – 3:30
8. I Don't Know Why (Shawn Colvin) – 2:43
9. Cloudy Days (Billy Ray Reynolds) – 3:26
10. New Fool (Cox) – 2:47
11. Shield of Faith (Block) – 2:34
12. Lose Again (Karla Bonoff) – 2:50
13. Another Day, Another Dollar (Dan Tyminski) – 2:29
14. Jesus Help Me to Stand (Block) – 3:50

## Premi
- Grammy:
  - 1993: "Best Bluegrass Album"